# چپ و راست (ترانه چارلی پوث)
«چپ و راست» (انگلیسی: Left and Right) ترانه‌ای از خواننده آمریکایی چارلی پوث با همکاری خواننده اهل کره جنوبی، جونگ‌کوک از بی‌تی‌اس است که در ۲۴ ژوئن ۲۰۲۲ توسط آتلانتیک رکوردز به عنوان سومین تک‌آهنگ از سومین آلبوم استودیویی چارلی پوث منتشر شد.